# Lista di quartieri italoamericani negli Stati Uniti
Ci sono grandi concentrazioni di italiani e italoamericani in molte aree metropolitane degli Stati Uniti, soprattutto nelle città industriali del Nordest e del Midwest. Oggi lo stato di New York ha la più grande popolazione di italoamericani negli Stati Uniti, mentre Rhode Island e Connecticut hanno le percentuali complessive più alte rispetto alle rispettive popolazioni.
In netto contrasto, la maggior parte del resto degli Stati Uniti (ad eccezione del sud della Florida e di New Orleans) ha pochissimi residenti italoamericani. Durante la carenza di manodopera nel XIX e all'inizio del XX secolo, i piantatori nel Profondo Sud attirarono alcuni immigrati italiani a lavorare come mezzadri, ma presto se ne andarono a causa dell'estrema discriminazione anti-italiana e delle rigide condizioni di lavoro nelle piantagioni.
Secondo una recente stima dello United Census Bureau, 17,8 milioni di americani sono di origine italiana. Comunità di italoamericani furono fondate in molte delle principali città industriali dell'inizio del XX secolo, come Baltimora (in particolare Little Italy, Baltimora), Boston (in particolare nel North End e nell'East Boston) insieme a numerose città e paesi vicini, Philadelphia vera e propria (in particolare South Philadelphia ) e l'area metropolitana di Philadelphia (in particolare i quartieri di Delco, Atlantic City, Little Italy (Wilmington) e Vineland), Pittsburgh (in particolare Bloomfield), città della Pennsylvania nord-orientale, città di Lehigh Valley, Detroit, Providence (in particolare Federal Hill (Providence)), St. Louis (in particolare The Hill (St. Louis)), Chicago, Kansas City, Milwaukee, Youngstown, Erie, Cleveland, Buffalo, Newark e New York City, che vanta la più grande popolazione italo-americana, che vive in diverse comunità concentrate nella New York area metropolitana, compresi i cinque distretti, Long Island e Westchester. New Orleans, Louisiana, è stato il primo sito di immigrazione di italiani in America nel XIX secolo, prima dell'Unità d'Italia. Questo prima che il porto di New York e Baltimora diventassero le destinazioni preferite dagli immigrati italiani.

## Alabama
- Daphne - Prima dell'annessione nel 1978 della suddivisione Lake Forest, Daphne era una comunità fortemente italiana e il territorio di Daphne prima del 1978 rimane italiano, con nomi di strade come Guarisco. L'arcidiocesi di Mobile considera la parrocchia di Cristo Re a Dafne una parrocchia italo-americana.

## Arkansas
- Lake Village, una comunità agricola nel sud-est dell'Arkansas, ha attirato un certo numero di famiglie del nord Italia a diventare mezzadri negli anni '90 dell'Ottocento. Dopo un inverno rigido e mortale, circa la metà delle famiglie se ne andò e si stabilì a Tontitown, a ovest di Fayetteville, nell'Arkansas[2] nelle contee di Benton / Washington.
- Little Italy nella contea di Pulaski settentrionale non incorporata vicino a Little Rock.

## California

### California del Nord
- Cotati – Comunità italiana del settore vitivinicolo della zona.[3]
- Excelsior District, San Francisco – Il Social Club Italo-Americano si trova in Russia St. e Calabria Brothers Deli è dietro l'angolo in Mission Street.[4]
- Fresno e alcuni discendenti italiani in porzioni della San Joaquin Valley (es Kern County con la sua industria dell'uva).
- Gilroy – uno dei paesi vinicoli della California.
- "Colonia italiana", Oakland.[5]
- Contea di Marin (Albert Park, San Rafael).[6]
- Napa - Little Italy è il quartiere storico di East Napa di First-Juarez-Third Streets e Alta Heights. L'industria vinicola della Napa Valley deve la sua eredità ai viticoltori italiani[7].
- North Beach, San Francisco – la leggenda del baseball Joe DiMaggio è cresciuto qui. L'Italian Heritage Parade (ex Columbus Day Parade) è la più antica degli Stati Uniti e una delle più grandi. North Beach è anche la sede di City Lights Books, che ha contribuito a dare vita al movimento letterario Beats.[8]
- Area metropolitana di Sacramento - discendenti della corsa all'oro in California del 1849.[7] Nel dicembre 2021, le strade dalla 49ª alla 59ª e da J Street a Folsom Boulevard di East Sacramento sono state designate come "Little Italy". Il quartiere storicamente ha avuto molti immigrati italiani all'inizio del 1900, con attività commerciali, oggi meno numerose.[9]
- San Jose - I vecchi quartieri italiani di San Jose sono Goose Town, North San Jose e River Street/San Pedro Neighborhood. Ciascuno di questi quartieri era costituito da una Chiesa italiana costruita dalla comunità italoamericana. Il quartiere di River Street è attualmente in fase di rivitalizzazione ed è ora denominato Little Italy San Jose . Questo quartiere si trova adiacente al SAP Center ed è ancorato da un Gateway Arch e da un Centro e Museo di Cultura Italiana e ha diverse aziende autentiche italiane.[10]
- Contea di Santa Cruz - Contea costiera della California.
- Sonoma County – la cooperativa della colonia svizzera italiana fondata nel 1880 dallo svizzero Andrea Sbarbaro.
- Spaghetti Hill, Monterey – luogo di nascita dell'ex segretario alla Difesa Leon Panetta. La Val Salinas ha anche molti discendenti italiani.[7]
- South San Francisco – una considerevole comunità italiana.[11]
- Stockton - discendenti della corsa all'oro in California del 1849.[12]
- Temescal, Oakland è un'area ad alta concentrazione di immigrati italiani sin dagli anni '60.[5]

### California del Sud
- Altadena / Pasadena – una volta aveva una Little Italy. Le vicine Arcadia e Monrovia sono il luogo in cui si è trasferita la comunità italiana della zona.[13]
- Beaumont - industria dell'uva.
- Camarillo – industria del vino e dell'uva.
- Desert Ridge/Sun City Shadow Hills, Indio.
- Fontana – industria del vino e dell'uva.
- Altopiano.
- Los Angeles
  - Downtown di Los Angeles (Fashion District), comunità italiana attualmente situata intorno a S Los Angeles Blvd.
  - Precedentemente Lincoln Heights, Los Angeles ( East Los Angeles (regione) ) che aveva una Little Italy, prima di trasferirsi nella vicina Alhambra e Montebello .[14] Casa Italiana, più avanti a N Broadway, vicino al Solono Canyon, è una sala storica del patrimonio italiano.
  - Museo italoamericano di Los Angeles[15][16][17]
  - Via Italia, San Pedro[18]
- Long Beach ha una comunità, tra le altre, nell'area metropolitana di Los Angeles.[19]
- Palm Desert nella Coachella Valley[20] – Order of Sons of Italy America ha un gruppo lì. Il 15-25% è di origine italiana.
- Palm Springs che ha una sezione "Little Tuscany", alias Las Palmas e Movie Colony.[21]
- Spiaggia di Redondo / Torrance .
- San Diego – Little Italy[22] anche a Point Loma .[23]
- Ventura/Oxnard.

## Colorado
- Denver - "Little Italy" ha le sue radici nel quartiere delle Highlands a North Denver. Minatori, ferrovieri e agricoltori italiani hanno sviluppato il Colorado alla fine del XIX secolo e gli italiani del nord sono ben rappresentati. Molti ristoranti e attività a conduzione italiana rimangono nel quartiere.  E South Denver insieme a Cherry Creek ha un certo numero di italoamericani.
- Pueblo - Centinaia di siciliani, in particolare, si stabilirono a Pueblo all'inizio del XX secolo. Hanno influenzato potentemente la cultura della città.
- Trinidad - la comunità di pensionati nella regione di Sunbelt degli Stati Uniti ha tipicamente molti italoamericani anziani della costa orientale.

## Connecticut
Il 19,3% della popolazione del Connecticut rivendica origini italiane, rendendolo lo stato più italiano degli Stati Uniti d’America.
- Beacon Falls
- Berlino
- Bridgeport
  - Little Italy (Bridgeport)
- Bristol
- Chesi
- Cos Cob
- Danbury
- Derby
- East Haven (il 43% dei residenti dichiara di origini italiane)
- Fair Haven
- Guilford
- Hamden
- Hartford
  - Franklin Avenue, conosciuta come la Piccola Italia di Hartford
- Madison
- Meriden
- Middlebury
- Città di Mezzo
  - Numerosa popolazione siciliana
- Milford
- Naugatuck
- New Heaven
  - Wooster Square (Little Italy di New Haven) - sede di Frank Pepe Pizzeria Napoletana, Sally's Apizza e un vasto numero di altri fornitori di Apizza
- North Branford
- North Haven
- Norwalk
- Orange
- Oxford
- Prospettiva
- Seymour
- Southbury
- Southington
- Stamford
  - West Side
- Torrington
- Waterbury
- porto occidentale

## Delaware
- Little Italy (Wilmington)
- Shawtown, New Castle

## Florida
- Fort Lauderdale – Quartiere di Little Italy Oakland & A1A vicino a Galt Ocean Mile.[24]
- Miami[25]
- Boca Raton
- Napoli
- Spiaggia di Pompano
- Porto Santa Lucia
- Tampa / Ybor città

## Illinois
- Chicago :
  - Armour Square, Chicago[26]
  - Little Italy[27]
  - West Town
- Addison
- Berwyn
- Chicago Heights
- Cicero
- East Brooklyn
- Elmwood Park[28]
- Franklin Park
- Herrin
- Melrose Park[29]
- Norridge[30]
- River Grove
- Rockford
- Rosemont
- Schiller Park
- Skokie
- South Wilmington

## Indiana
- Indianapolis – Il quartiere Holy Rosary ("Indy Little Italy")[31]
- Clinton

## Louisiana
- Independence - 30,7% italoamericani
- Kenner
- Marrero
- Quartiere francese di New Orleans
- Metaria

## Maine
- Munjoy Hill, Portland (per lo più storico)

## Maryland
- Baltimora :
  - Highlandtown
  - Little Italy
  - Locust Point
  - Lombard Street
- bel Air
- Elkridge
- Essex
- Joppatowne
- Alloro
- Medio fiume
- Parkville
- Perry Hall
- Towson

## Massachusetts
- Boston :
  - East Boston (Orient Heights)
  - Hyde Park (Readville)
  - North End (Little Italy di Boston)
- Brockton - luogo di nascita del campione di boxe Rocky Marciano
- East Cambridge
- Everett
- Framingham
- Gloucester
- Lawrence
- Leominster
- Lowell
- Lynn
- Medford
- Melrose
- Milford
- Revere Beach - L'isola di Coney del New England a Revere
- Saugo
- South Quincy a Quincy
- Springfield (estremità sud)
- Taunton
- Waltham
- West Springfield, Massachusetts
- Worcester – Shrewsbury Street

## Michigan
- Detroit
- Iron Montain
- Kingsford
- Norway
- Contea di Macomb

## Minnesota
- Minneapolis - Area di St. Paul: West 7th Street e "Nord-east" Minneapolis è un'area italiana.
- Regione delle miniere di ferro del Minnesota settentrionale -
  - Aurora
  - Duluth
  - Hibbing

## Mississippi
- Delta del Mississippi –
  - Greenville
  - Indiana
  - Leland

## Missouri
- The Hill, Saint Louis - Tre personaggi famosi del baseball - Yogi Berra, Harry Caray e Joe Garagiola - sono cresciuti qui. Oggi nel quartiere vivono pochissimi italiani.
- Kansas City - Il lato nord-est è un quartiere della "Little Italy" chiamato Columbus Park, noto per la sua cultura italiana.

## Nebraska
- Little Italy (Omaha)

## Nevada
- Las Vegas

## New Hampshire
- Portsmouth

## New Jersey
Comuni del New Jersey con oltre il 25% della popolazione che si identifica come di origine italiana. Comuni in cui almeno 1.000 residenti hanno identificato la propria discendenza:
- Hammonton 45,9% (seconda percentuale più alta per una città negli Stati Uniti)
- Dover Beaches South 42.8%
- Hannover Est, New Jersey 41.3%
- Totowa 37.7%
- Fairfield 50,3% (percentuale più alta per una città negli Stati Uniti)
- Hackensack meridionale 36.3%
- Nutley 36.0%
- Woodland Park (ex West Paterson) 34.3%
- Moonachie 34.1%
- Lyndhurst 33.8%
- Buena 33.5%
- Lodi 33.3%
- Rutherford 33.2%
- Porta dell'Oceano 32.5%
- Carlstadt 31.2%
- Hasbrouck Heights 30.8%
- West Long Branch 30.5%
- Netcong 30.1%
- Gibbstown 30.1%
- Raritan 30.1%
- Newfield 29.8%
- Saddle Brook 29.8%
- Cedar Grove 29.7%
- Comune di Greenwich 29.3%
- Glendora 28.7%
- Belleville 28.7%
- Little Falls 28.6%
- Wayne 28.4%
- Kenilworth 28.0%
- Oceanport 27.7%
- Lavallette 27.7%
- North Arlington 27.4%
- Longport 27.3%
- Folsom 27.3%
- Hawthorne 26.5%
- Bloomfield 26.4%
- Rochelle Park 26.1%
- Washington 25.9%
- Mystic Island 25.9%
- Seaside Heights 25.7%
- Blackwood 25.5%
- Belford 25.3%
- Riverdale 25.1%
- East Rutherford 25.1%

Altre località del New Jersey
- Asbury Park
- Atlantic City
  - Ducktown
- Bayonne (20,1% italoamericani)
- Camden
- Clifton
- Elizabeth
  - Il quartiere di Peterstown era densamente popolato da circa il 90% di italoamericani. Divenne meno popolato di italiani verso la fine degli anni '70.
- Freehold Township (22,0% italoamericani)
- Garfield
- Sacco
- Hoboken – Quattro famose celebrità italo-americane – Frank Sinatra, Buddy Valastro, Jimmy Roselli e Joe Pantoliano – sono cresciute qui.
- Howell Township (23,8% italoamericani)
- Jersey City, in particolare The Village (Jersey City)
- Kearny
- Manalapan
- Margate
- Neptune City
- Newark
  - Ironbound, nell'Italian Down Neck. Tuttavia, è diventato meno popolato da italoamericani dagli anni '70.
  - Seventh Avenue (Newark)
- Orange
- Long Hill Township
- Paramus
- Paterson
  - Little Italy

Paterson aveva la più grande percentuale italiana di qualsiasi città del New Jersey.
- Rockaway
- Rutherford
- Sea Isle City
  - Fish Alley
- Secaucus
- Toms River (22,6% italoamericani)
- Trenton
  - South Trenton
    - Chambersburg
- Ventnor City (22,8% italoamericani)
- Verona
- Vineland (22,8% italoamericani)
- West New York
- Wildwood e The Wildwoods

## New York
Lo stato di New York ha la più grande popolazione di italoamericani, con 3,1 milioni di persone. La maggior parte degli italoamericani a New York City proveniva dalle parti meridionali dell'Italia.

### New York
- Bronx

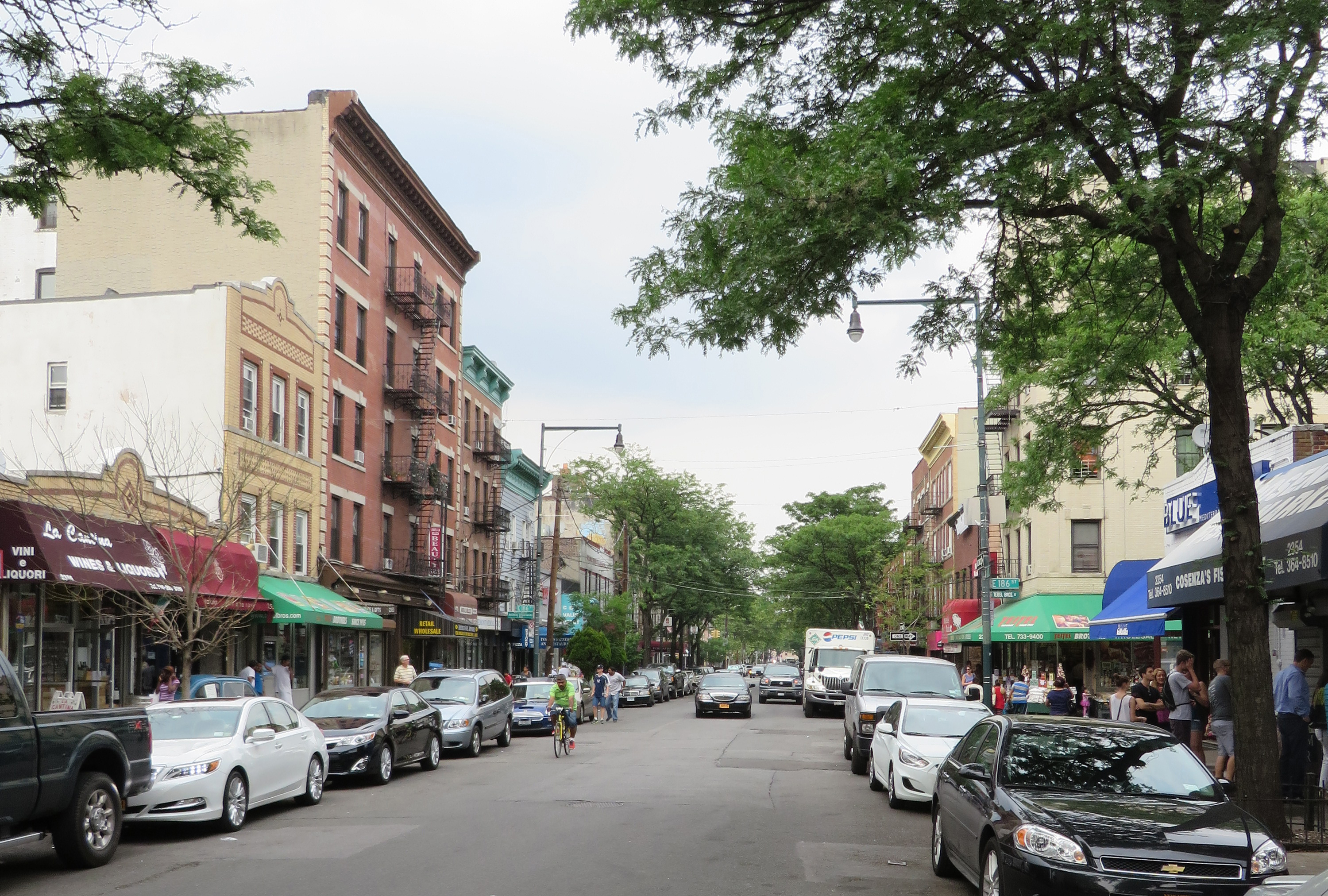
Arthur Avenue nel Bronx

  - Arthur Avenue (Little Italy del Bronx)
  - Belmont
  - East Bronx
  - Parco Morris
  - Pelham Bay
  - Throggs Neck
  - Country Club (Bronx)
- Brooklyn
  - Bath Beach
  - Bay Ridge
  - Bensonhurst (Piccola Italia di Brooklyn)
  - Carroll Gardens
  - Cobble Hill
  - Dyker Heights
  - Sezioni di Williamsburg
  - Sezioni di Canarsie
  - Sezioni di Gravesend
  - Sezioni di Marine Park
  - Sezioni di Sheepshead Bay
  - Sezioni di Red Hook e Gowanus
  - Sezioni di Coney Island
  - Storica South Brooklyn, in particolare nelle parti di Cobble Hill, South Slope e Boeurm Hill.
  - Storicamente e ancora attualmente in misura minore, popolazioni significative in alcune parti di Greenpoint, East New York, Ocean Hill, Brownsville, Bushwick, Flatbush e East Flatbush[33][34]
- Manhattan
  - Harlem italiana
    - Pleasant Avenue

  - Little Italy – ora inghiottita dalla Chinatown allargata.[35]
    - Mulberry Street

  - Storicamente, ci sono state popolazioni significative in gran parte del Lower East Side, sezioni del Greenwich Village (soprattutto a sud di Washington Square Park) e sezioni di Hell's Kitchen.
- Queens
  - Astoria
  - Corona Heights
  - Forest Hill
  - Howard Beach
  - Ozone Park
  - Middle Villagge
  - Whitestone
  - Ridgewood
  - Sezioni di Rockaway Beach
- Staten Island - Il distretto ha la più alta percentuale di italoamericani di qualsiasi contea degli Stati Uniti. Circa 200.000 residenti rivendicano il patrimonio italiano (55%).
  - Annadale
  - Bulls Head
  - Concord
  - Eltingville
  - Grasmere
  - Great Kills
  - Huguenot
  - Midland Beach
  - New Dorp
  - New Springville
  - Old Town
  - Pleasant Plains
  - Prince's Bay
  - Richmond Valley
  - Richmondtown
  - Rosebank
  - St. George
  - South Beach
  - Todd Hill
  - Tottenville
  - Westerleigh

### Long Island
Numerosa popolazione italoamericana.
- Contea di Nassau
  - Bellerose
  - Bellmore
  - Bethpage
  - Carle Place
  - Rockaway orientale
  - Farmingdale
  - Floral Park
  - Franklin Square
  - Glen Cove
  - Hempstead
  - Levittown
  - Long Beach
  - Lynbrook
  - Massapequa
  - Massapequa Park (45% italoamericani)
  - Mineola
  - Nuovo Hyde Park
  - North Massapequa (47% italoamericani)
  - Oceanside
  - Valley Stream
  - Westbury
- Contea di Suffolk
  - Bridgehampton
  - Deer Park
  - Greenport
  - Huntington
  - Lindenhurst
  - Mastic Beach
  - North Babylon
  - Selden
  - Smithtown
  - West Babylon
  - West Islip
  - Fire Island occidentale.

### Westchester
- Eastchester
- Tuckahoe
- Harrison
  - Downtown Harrison
  - West Harrison (noto anche come East White Plains)
- Mount Pleasant
  - Hawthorne
  - Thornwood
  - Valhalla
- Mamaroneck
  - Harbor Heights
- Mount Vernon
  - North Side
- New Rochelle
  - Downtown New Rochelle
- White Plains
- Yonker
  - Nepperhan
  - Bryn Mawr
  - Dunwoodie
- Port Chester
  - A sud-ovest vicino alla I-287
  - A nord-est vicino a Rye Brook
- Yorktown
  - Yorktown Heights

Yorktown nella contea di Westchester ha la festa annuale di San Gennaro.

### Rockland
- Grongo
- Sezioni di New City
- Sezioni di Nyack

### Nello stato di New York
- Albany: il quartiere di South End
- Amsterdam
- Auburn
- Binghamton
- Buffalo: parte nord della città; tuttavia, sono sparsi per tutta Buffalo, inclusa una concentrazione un tempo alta nel West Side della città
- Canandaigua
- Canastota
- Carmelo
- Chili
- Cicerone
- Cortland
- Endicott – la parte nord del paese è Little Italy.
- Francoforte
- Fulton
- Gates – Little Italy di Rochester
- Ginevra
- Gloversville
- Grecia
- Herkimer
- Jamestown
- Kenmore
- Kingston
- Lockport
- Lyncourt
- Mahopa
- Middletown
- Monroe
- Newburg
- Niagara Falls
- North Syracuse
- Oswego
- Poughkeepsie - principalmente il Mount Carmel District
- Rochester – West Side – Gates (la Little Italy dello stato di New York)
- Rome - 30,2% italoamericani
- Rotterdam
- Schenectady
- Solvay
- Syracuse
  - Eastwood
  - Little Italy – sul lato nord della città
- Troy – Hillary Clinton ha proposto una sezione “Little Italy” in città.
- Utica - 28% italo-americano, concentrato nell'Utica orientale
- Watertown

## Carolina del Nord
- Valdese, contea di Burke
- Carlotta
- Raleigh

## Ohio
- Bellevue
- Chesterland
- Cleveland:
  - Collinwood[38]
  - University Circle[39]
- Columbus: 
  - Italian Village
- Highland Heights
- Lowellville
- Mayfield Heights[40]
- Mayfield Village[41]
- Niles
- Sandusky
  - Perkins
- Poland
- South Euclid[42]
- Steubenville
- Struthers
- Toledo
- Wiliffe
- Youngstown
  - Brier Hill[43]

## Oklahoma
- McAlester[44] nella storica Choctaw Nation.
- Muskogee, dall'immigrazione nel boom della terra del 1889.

## Oregon
- Portland una volta aveva un quartiere "Little Italy".

## Pennsylvania
- Connellsville:
  - Little Italy
- Sezioni di Aliquippa
- Sezioni di Altoona – Little Italy e Gospel Hill
- Sezioni di Ambler
- Sezioni di Ambridge
- Sezioni di Arnold
- Sezioni di Bangor
- Sezioni di Braddock
- Sezioni di Bridgeville
- Sezioni di Brockway
- Sezioni di Canonsburg – città natale del cantante Perry Como[45]
- Sezioni di Clairton
- Sezioni di Clifton Heights
- Sezioni di Coatesville
- Sezioni di Collingdale
- Sezioni di Conshohocken
- Sezioni di Coraopolis
- Sezioni di Darby
- Sezioni di Downtown
- Sezioni di Drexel Hill
- Sezioni di Dunmore
- Sezioni di Easton
- Città di Ellwood
- Erie
- Farrell
- Sezioni di Folcroft
- Sezioni di Glenolden
- Harmony
- Sezioni di Hazleton
- Homewood
- Comune di Hopewell
- Jessup
- Kennedy
- Koppel
- Sezioni di Lansdale / Galles del Nord nella North Penn Valley.
- Midland
- New Castle (Mahoningtown)
- New Galilee
- New Kensington
- Sezioni di Norristown
- Old Forge – 34% della popolazione[46]
- Comune di Penn Hills
- Filadelfia - sede della seconda popolazione italoamericana degli Stati Uniti, secondo il censimento del 2000
  - Overbrook/Filadelfia occidentale
  - South Philadelphia - in gran parte italiano
    - Bella Vista
    - Central South Filadelfia
    - Girard Estate
    - Italian Market
    - Marconi Plaza
    - Packer Park
    - Passyunk West
    - San Riccardo
    - Whitman

  - Aree di Kensington
  - Sezioni del nord-est di Filadelfia
    - Mayfair
    - Taconia

  - Sezioni del sud-ovest di Filadelfia
  - Aree di West Kensington
- Pittsburgh
  - Bloomfield
  - Larimer
- Sezioni di Pittston
- Sezioni della regione di Poconos
- Rankin
- Sezioni di Ridley Township
- Roseto – 41,8% di italoamericani
- Sezioni di Scranton
- Sewickley
- Sharpsburg
- Stowe
- Sezioni di Upland
- Sezioni di Upper Darby Township
- Washington
- Sezioni di Wilkes-Barre

## Rhode Island
Il 19% dei residenti del Rhode Island sono italoamericani, la seconda percentuale più alta dopo il Connecticut. 199.180 della popolazione di 1.048.319 del Rhode Island rivendicano origini italiane.
- Barrington
- Bristol (21,2%)
- Cranston (34,5% italoamericani)
- Johnston (46,7% italoamericani)
- North Providence
- Providence :
  - Charles
  - Federal Hill (Little Italy di Providence)
- Warwick (22,8%)
- Ovest Warwick
- Westerly (34,2% italoamericani)

## Texas
- Grande Houston
  - Galveston
- Dallas-Fort Worth Metroplex
  - Highland Park
  - Plano

## Utah
- Italiani dello Utah – La più grande concentrazione dello stato nel distretto di Sugarhouse, Salt Lake City di fronte al vicino South Salt Lake .[47] Immigrazione italiana del XIX secolo nella contea di Ogden-Weber.

## Washington
- Seattle
- Tacoma

## West Virginia
Circa l'11% della popolazione combinata di "Mountaineer Country", collettivamente le città di Clarksburg, Fairmont e Morgantown del centro-nord del West Virginia, rivendicano origini italiane, principalmente da immigrati italiani reclutati per lavorare nell'industria mineraria e nella produzione del vetro.
- Clarksburg
- Fairmont
- Follansbee
- Morgantown
- Weirton

## Wisconsin
- Quartiere Greenbush di Madison - storicamente fortemente italiano, ma gli italiani più anziani stanno morendo e i più giovani si sono trasferiti in periferia
- Historic Third Ward, Milwaukee
- Cable e altre piccole città nel nord del Wisconsin
- Racine
- Kenosha ha la più grande comunità italiana nello stato.